# Карсавская волость
Ка́рсавская волость (латыш. Kārsavas pagasts) — бывшая территориальная единица в северной части Лудзенского уезда Латвии. Находилась на востоке республики, в историческом регионе Латгалия. Администрация волости до 1949 года была расположена в городе Карсава. В 1940 году граничила с Наутренской и Мердзенской волостями своего уезда, а также с Тилжской, Балтинавской и Гаурской волостями Абренского уезда.

## История
В 1945 году в составе Карсавской волости находились Бозаугский, Карсавский, Опоноский, Нестерский, Ранчский, Салнавский и Витолский сельские советы. После упразднения Карсавской волости 31 декабря 1949 года, все они были включены в состав Карсавского района.